# Campeonato Paulista de Futebol de 2025 - Série A4
O Campeonato Paulista de Futebol da Série A4 de 2025, ou Paulista A4 Sicredi 2025 por motivos de patrocínio, foi a 50.ª edição do campeonato equivalente ao quarto nível do futebol paulista. Os dois mais bem colocados foram promovidos para a Série A3, enquanto os dois últimos foram rebaixados para a Segunda Divisão (equivalente ao quinto nível da divisão paulista).

## Regulamento
O regulamento da competição neste ano manteve o mesmo formato de disputa do ano anterior, onde na primeira fase, as dezesseis equipes se enfrentaram em quinze rodadas e os dois últimos colocados caem para a Segunda Divisão (quinta divisão paulista), enquanto os oito primeiros avançarão para as quartas de final, em que o primeiro colocado enfrenta o oitavo, o segundo enfrenta o sétimo colocado, o terceiro enfrenta o sexto colocado e o quarto enfrenta o quinto colocado. Em esquema de mata-mata, os finalistas garantem o acesso à Série A3 de 2026.

### Critérios de desempate
Em caso de empate de pontos entre dois clubes, os critérios de desempates devem ser aplicados na seguinte ordem:
1. Número de vitórias
2. Saldo de gols
3. Gols marcados
4. Número de cartões vermelhos
5. Número de cartões amarelos
6. Sorteio público

Em caso de empate nos confrontos de mata-mata, a vaga será concedida ao clube de melhor campanha geral.

## Equipes participantes
| Aumento | Equipes promovidas da Segunda Divisão de 2024 |
| Baixa   | Equipes rebaixadas da Série A3 de 2024        |

| Equipe             | Cidade                | Em 2024  | Estádio                   | Capacidade | Títulos         |
| ------------------ | --------------------- | -------- | ------------------------- | ---------- | --------------- |
| Araçatuba          | Araçatuba             | 3º (SD)1 | Adhemar de Barros         | 16 079     | 0 (não possui)  |
| Audax              | Osasco                | 9º       | José Liberatti            | 17 430     | 1 (2008)        |
| Barretos           | Barretos              | 7º       | Antônio Gomes Martins     | 13 007     | 0 (não possui)  |
| Colorado Caieiras  | Caieiras              | 2º (SD)  | Carlos Ferracini          | 6 195      | 0 (não possui)  |
| Inter de Bebedouro | Bebedouro             | 4º (SD)2 | Sócrates Stamato          | 15 300     | 0 (não possui)  |
| Jabaquara          | Santos                | 13º      | Espanha                   | 7 228      | 0 (não possui)  |
| Joseense           | São José dos Campos   | 14º      | Martins Pereira           | 16 500     | 0 (não possui)  |
| Matonense          | Matão                 | 16º (A3) | Dr. Adail Nunes da Silva3 | 16 805     | 2 (1995 e 2013) |
| Nacional-SP        | São Paulo             | 12º      | Nicolau Alayon            | 10 724     | 1 (2014)        |
| Paulista           | Jundiaí               | 1º (SD)  | Jayme Cintra              | 13 905     | 1 (2019)        |
| Penapolense        | Penápolis             | 11º      | Tenente Carriço           | 8 769      | 0 (não possui)  |
| São Caetano        | São Caetano do Sul    | 15º (A3) | Anacletto Campanella      | 14 400     | 0 (não possui)  |
| São-Carlense       | São Carlos            | 5º       | Luís Augusto de Oliveira  | 10 000     | 0 (não possui)  |
| Taquaritinga       | Taquaritinga          | 6º       | Dr. Adail Nunes da Silva  | 16 805     | 1 (1997)        |
| União Barbarense   | Santa Bárbara d'Oeste | 8º       | Antônio Guimarães         | 14 913     | 0 (não possui)  |
| VOCEM              | Assis                 | 10º      | Tonicão                   | 8 525      | 0 (não possui)  |

1 - A Araçatuba herdou a vaga do XV de Jaú na quarta divisão após o clube ser promovido à Série A3 com a desistência e o licenciamento do Red Bull Bragantino II.
2 - A Inter de Bebedouro garantiu a vaga para a Série A4 após a desistência do Ska Brasil de disputar o torneio.
3 - A Matonense mandará seus jogos no estádio Adail Nunes da Silva, em Taquaritinga, devido ao seu estádio não possuir condições de receber jogos.

## Transmissão televisiva
Desde 2022, a FPF possui um contrato de transmissão dos jogos do Paulistão com o YouTube, sendo que todos os jogos das divisões inferiores, com exceção dos jogos da Série A2 transmitidos pela TV Cultura e pelo Canal GOAT, possuem transmissão gratuita pelo canal da Federação na plataforma. Em novembro de 2024, foi anunciada a renovação deste contrato até 2027. No caso da Série A4, a Federação possui o total monopólio da transmissão dos jogos, onde transmite gratuitamente para todo o país em seu canal do YouTube.
| Emissora                 | Jogos da primeira fase + fase final                                           |
| ------------------------ | ----------------------------------------------------------------------------- |
| Paulistão (canal da FPF) | Transmissão livre de todos os jogos em todo o país pelo seu canal do YouTube. |

## Primeira fase
| Pos | Equipe             | Pts | J  | V  | E | D  | GP | GC | SG  | Classificação ou descenso            |
| --- | ------------------ | --- | -- | -- | - | -- | -- | -- | --- | ------------------------------------ |
| 1   | União Barbarense   | 32  | 15 | 10 | 2 | 3  | 28 | 11 | +17 | Próxima fase                         |
| 2   | Taquaritinga       | 27  | 15 | 8  | 3 | 4  | 21 | 15 | +6  | Próxima fase                         |
| 3   | São Caetano        | 26  | 15 | 7  | 5 | 3  | 25 | 17 | +8  | Próxima fase                         |
| 4   | Joseense           | 26  | 15 | 7  | 5 | 3  | 19 | 11 | +8  | Próxima fase                         |
| 5   | Paulista           | 26  | 15 | 7  | 5 | 3  | 15 | 10 | +5  | Próxima fase                         |
| 6   | Nacional-SP        | 25  | 15 | 7  | 4 | 4  | 18 | 14 | +4  | Próxima fase                         |
| 7   | Araçatuba          | 24  | 15 | 7  | 3 | 5  | 13 | 16 | −3  | Próxima fase                         |
| 8   | Colorado Caieiras  | 24  | 15 | 6  | 6 | 3  | 28 | 20 | +8  | Próxima fase                         |
| 9   | Inter de Bebedouro | 21  | 15 | 5  | 6 | 4  | 21 | 15 | +6  |                                      |
| 10  | VOCEM              | 18  | 15 | 4  | 6 | 5  | 18 | 21 | −3  |                                      |
| 11  | Jabaquara          | 17  | 15 | 5  | 2 | 8  | 12 | 16 | −4  |                                      |
| 12  | Penapolense        | 16  | 15 | 3  | 7 | 5  | 16 | 17 | −1  |                                      |
| 13  | Barretos           | 15  | 15 | 3  | 6 | 6  | 14 | 19 | −5  |                                      |
| 14  | São-Carlense       | 14  | 15 | 2  | 8 | 5  | 16 | 17 | −1  |                                      |
| 15  | Audax              | 11  | 15 | 2  | 5 | 8  | 15 | 21 | −6  | Rebaixados à Segunda Divisão de 2026 |
| 16  | Matonense          | 1   | 15 | 0  | 1 | 14 | 13 | 42 | −29 | Rebaixados à Segunda Divisão de 2026 |

### Confrontos
| Mandante \ Visitante | ARA | ADX | BAR  | CLR | INT  | JAB | JSE | MAT | NAC | PTA | PEN  | SCA | SCR | TAQ | UBA | VOC |
| -------------------- | --- | --- | ---- | --- | ---- | --- | --- | --- | --- | --- | ---- | --- | --- | --- | --- | --- |
| Araçatuba            | —   |     | 0–0  |     | 0–3  |     |     | 1–0 |     | 0–0 | 0–0  |     | 2–1 | 3–1 |     |     |
| Audax                | 0–2 | —   | 2–0  | 1–3 |      |     |     | 3–2 | 0–2 | 0–4 |      | 1–3 |     |     |     | 1–1 |
| Barretos             |     |     | —    |     |      | 2–0 | 0–1 |     |     | 0–0 | 0–2  | 0–0 | 2–2 | 1–3 | 1–3 |     |
| Colorado Caieiras    | 2–0 |     | 0–31 | —   | 0–2  | 2–0 | 0–0 |     | 3–1 |     |      |     |     |     | 0–2 |     |
| Inter de Bebedouro   |     | 2–1 | 3–1  |     | —    | 1–2 | 1–1 |     | 0–0 |     | 1–1  |     |     |     |     | 1–1 |
| Jabaquara            | 0–1 | 1–1 |      |     |      | —   |     | 3–1 |     | 0–1 | 2–1  |     |     |     | 1–2 | 0–0 |
| Joseense             | 0–2 | 3–0 |      |     |      | 1–0 | —   |     | 2–2 |     | 3–1  |     |     | 2–0 |     | 2–0 |
| Matonense            |     |     | 2–3  | 0–5 | 0–32 |     | 1–2 | —   |     |     | 0–33 | 3–3 |     | 0–4 |     | 2–3 |
| Nacional-SP          | 2–0 |     | 0–0  |     |      | 1–0 |     | 3–2 | —   | 1–0 |      | 1–2 |     |     |     | 0–3 |
| Paulista             |     |     |      | 3–5 | 1–0  |     | 1–0 | 1–0 |     | —   | 1–0  |     | 0–0 |     | 1–3 |     |
| Penapolense          |     | 2–2 |      | 0–0 |      |     |     |     | 0–3 |     | —    | 1–1 | 1–1 | 1–2 | 0–0 |     |
| São Caetano          | 3–0 |     |      | 2–2 | 2–2  | 0–1 | 2–1 |     |     | 0–1 |      | —   | 2–1 | 1–0 |     |     |
| São-Carlense         |     | 3–3 |      | 1–1 | 1–1  | 0–1 | 1–1 | 2–0 | 0–0 |     |      |     | —   | 1–2 |     |     |
| Taquaritinga         |     | 0–0 |      | 2–2 | 2–1  | 2–1 |     |     | 1–0 | 0–0 |      |     |     | —   | 0–2 | 2–0 |
| União Barbarense     | 3–0 | 3–0 |      |     | 2–0  |     | 0–0 | 3–0 | 1–2 |     |      | 2–4 | 1–0 |     | —   |     |
| VOCEM                | 1–2 |     | 1–1  | 3–3 |      |     |     |     |     | 1–1 | 1–3  | 1–0 | 0–2 |     | 2–1 | —   |

Em vermelho, os jogos da próxima rodada.
1 - O jogo foi cancelado e concedido vitória por W.O. para a equipe do Barretos devido à má condição do gramado do estádio do Colorado Caieiras.
2 - O jogo foi cancelado e concedido vitória por W.O. para a equipe da Inter de Bebedouro devido à má condição do gramado do estádio da Matonense.
3 - O jogo foi cancelado e concedido vitória por W.O. para a equipe da Penapolense devido à falta de policiamento.

## Fase final
|  | Quartas de final         | Quartas de final         | Quartas de final         | Quartas de final         |   |                  | Semifinais       | Semifinais       | Semifinais       | Semifinais       |  |                  | Final            | Final            | Final            | Final            |  |  |
|  | 29 de março a 6 de abril | 29 de março a 6 de abril | 29 de março a 6 de abril | 29 de março a 6 de abril |   |                  | 11 a 19 de abril | 11 a 19 de abril | 11 a 19 de abril | 11 a 19 de abril |  |                  | 23 e 26 de abril | 23 e 26 de abril | 23 e 26 de abril | 23 e 26 de abril |  |  |
|  |                          |                          |                          |                          |   |                  |                  |                  |                  |                  |  |                  |                  |                  |                  |                  |  |  |
|  | União Barbarense         | 1                        | 1                        | 2                        |   |                  |                  |                  |                  |                  |  |                  |                  |                  |                  |                  |  |  |
|  | Colorado Caieiras        | 0                        | 1                        | 1                        |   |                  |                  |                  |                  |                  |  |                  |                  |                  |                  |                  |  |  |
|  | Colorado Caieiras        | 0                        | 1                        | 1                        |   | União Barbarense | 2                | 4                | 6                |                  |  |                  |                  |                  |                  |                  |  |  |
|  |                          |                          |                          |                          |   | União Barbarense | 2                | 4                | 6                |                  |  |                  |                  |                  |                  |                  |  |  |
|  |                          | Araçatuba                | 3                        | 0                        | 3 |                  |                  |                  |                  |                  |  |                  |                  |                  |                  |                  |  |  |
|  | Taquaritinga             | Araçatuba                | 3                        | 0                        | 3 | 1                | 0                | 1                |                  |                  |  |                  |                  |                  |                  |                  |  |  |
|  | Taquaritinga             |                          |                          |                          |   | 1                | 0                | 1                |                  |                  |  |                  |                  |                  |                  |                  |  |  |
|  | Araçatuba                | 0                        | 3                        | 3                        |   |                  |                  |                  |                  |                  |  |                  |                  |                  |                  |                  |  |  |
|  | Araçatuba                | 0                        | 3                        | 3                        |   |                  |                  |                  |                  |                  |  | União Barbarense | 1                | 1                | 2                |                  |  |  |
|  |                          |                          |                          |                          |   |                  |                  |                  |                  |                  |  | União Barbarense | 1                | 1                | 2                |                  |  |  |
|  |                          | Paulista                 | 0                        | 0                        | 0 |                  |                  |                  |                  |                  |  |                  |                  |                  |                  |                  |  |  |
|  | Joseense                 | Paulista                 | 0                        | 0                        | 0 | 2                | 0                | 2                |                  |                  |  |                  |                  |                  |                  |                  |  |  |
|  | Joseense                 |                          |                          |                          |   | 2                | 0                | 2                |                  |                  |  |                  |                  |                  |                  |                  |  |  |
|  | Paulista                 | 2                        | 2                        | 4                        |   |                  |                  |                  |                  |                  |  |                  |                  |                  |                  |                  |  |  |
|  | Paulista                 | 2                        | 2                        | 4                        |   | Paulista         | 1                | 3                | 4                |                  |  |                  |                  |                  |                  |                  |  |  |
|  |                          |                          |                          |                          |   | Paulista         | 1                | 3                | 4                |                  |  |                  |                  |                  |                  |                  |  |  |
|  |                          | Nacional-SP              | 1                        | 0                        | 1 |                  |                  |                  |                  |                  |  |                  |                  |                  |                  |                  |  |  |
|  | São Caetano              | Nacional-SP              | 1                        | 0                        | 1 | 0                | 1                | 1                |                  |                  |  |                  |                  |                  |                  |                  |  |  |
|  | São Caetano              |                          |                          |                          |   | 0                | 1                | 1                |                  |                  |  |                  |                  |                  |                  |                  |  |  |
|  | Nacional-SP              | 3                        | 1                        | 4                        |   |                  |                  |                  |                  |                  |  |                  |                  |                  |                  |                  |  |  |

Em itálico, os clubes que possuem o mando de campo no primeiro jogo do confronto. Em negrito, os vencedores.
| Aumento | Equipes promovidas à Série A3 de 2026 |

## Premiação
| Campeonato Paulista de 2025 - Série A4 |
| -------------------------------------- |
| União Barbarense Campeão (1.º título)  |

## Estatísticas
Atualizado em 26 de abril de 2025

### Artilharia
| Gols | Jogador         | Equipe            |
| ---- | --------------- | ----------------- |
| 13   | Fábio Azevedo   | São Caetano       |
| 10   | Marcos Paulo    | Taquaritinga      |
| 8    | Daniel Cruz     | União Barbarense  |
| 8    | Gustavo Índio   | Nacional-SP       |
| 7    | Yhago           | Joseense          |
| 6    | Bolt            | Matonense         |
| 6    | Christopher     | Paulista          |
| 6    | Marquinhos      | Colorado Caieiras |
| 6    | Matheus Arcanjo | Colorado Caieiras |
| 5    | Guilherme       | Colorado Caieiras |
| 5    | Messias         | União Barbarense  |
| 5    | Rafael Tanque   | VOCEM             |